# Mimosa sinaloensis
Mimosa sinaloensis är en ärtväxtart som beskrevs av Nathaniel Lord Britton och Joseph Nelson Rose. Mimosa sinaloensis ingår i släktet mimosor, och familjen ärtväxter. Inga underarter finns listade i Catalogue of Life.